# Congrés de la DSB
Els Congressos de la DSB eren les competicions d'escacs nacionals alemanyes organitzades per la Deutschen Schachbund (DSB), la federació alemanya d'escacs fundada a Leipzig el 18 de juliol de 1877. A la següent prova convocada a la Schützenhaus el 15 de juliol de 1879, seixanta-dos clubs eren ja membres de la federació.,
En el període 1879 - 1914 es jugaren simultàniament un torneig principal o de Mestres i un o diversos de secundaris (Hauptturnier A, B, etc.). Després de la I Guerra Mundial la competició es reprengué només amb el torneig principal.

## Torneig de Mestres
| #  | Any     | Ciutat     | Campió |
| -- | ------- | ---------- | --- |
| 1  | 1879    | Leipzig    | Berthold Englisch Imperi Austrohongarès / Silèsia txeca                                                                                              |
| 2  | 1881[4] | Berlín     | Joseph Henry Blackburne Regne Unit / Anglaterra |
| 3  | 1883    | Nuremberg  | Szymon Winawer Imperi Rus / Polònia |
| 4  | 1885    | Hamburg    | Isidor Gunsberg Regne Unit / Hongria |
| 5  | 1887    | Frankfurt  | George Henry Mackenzie Estats Units / Escòcia |
| 6  | 1889    | Breslau    | Siegbert Tarrasch Imperi Alemany / Silèsia prussiana                                                                                                 |
| 7  | 1892    | Dresden    | Siegbert Tarrasch Imperi Alemany / Silèsia prussiana                                                                                                 |
| 8  | 1893    | Kiel       | Carl August Walbrodt Imperi Alemany / Països Baixos · Curt von Bardeleben Imperi Alemany / Brandenburg                                               |
| 9  | 1894    | Leipzig    | Siegbert Tarrasch Imperi Alemany / Silèsia prussiana                                                                                                 |
| 10 | 1896    | Eisenach   | Robert Henry Barnes Nova Zelanda / Anglaterra |
| 11 | 1898[5] | Colònia    | Amos Burn Regne Unit / Anglaterra |
| 12 | 1900    | Múnic      | Géza Maróczy Imperi Austrohongarès / Hongria · Harry Nelson Pillsbury Estats Units / Massachusetts · Carl Schlechter Imperi Austrohongarès / Àustria |
| 13 | 1902    | Hannover   | Dawid Janowski França / Polònia |
| 14 | 1904    | Coburg     | Curt von Bardeleben Imperi Alemany / Brandenburg · Carl Schlechter Imperi Austrohongarès / Àustria · Rudolf Swiderski Imperi Alemany / Saxònia       |
| 15 | 1906    | Nuremberg  | Frank James Marshall Estats Units / Nova York |
| 16 | 1908    | Düsseldorf | Frank James Marshall Estats Units / Nova York |
| 17 | 1910    | Hamburg    | Carl Schlechter Imperi Austrohongarès / Àustria |
| 18 | 1912[6] | Breslau    | Akiba Rubinstein Imperi Rus / Polònia · Oldřich Duras Imperi Austrohongarès / Bohèmia                                                                |
| 19 | 1914[7] | Mannheim   | Aleksandr Alekhin Imperi Rus / Rússia |
| 20 | 1920    | Berlín     | Friedrich Sämisch Alemanya / Brandenburg |
| 21 | 1921    | Hamburg    | Ehrhardt Post Alemanya / Brandenburg |
| 22 | 1922    | Oeynhausen | Ehrhardt Post Alemanya / Brandenburg |
| 23 | 1923    | Frankfurt  | Ernst Grünfeld Àustria / Baixa Àustria |
| 24 | 1925    | Breslau    | Iefim Bogoliúbov Unió Soviètica / Ucraïna |
| 25 | 1927    | Magdeburg  | Rudolf Spielmann Àustria / Baixa Àustria |
| 26 | 1929    | Duisburg   | Carl Ahues Alemanya / Baixa Saxònia |
| 27 | 1931    | Swinemünde | Iefim Bogoliúbov Alemanya / Ukraine · Ludwig Rödl Alemanya / Baviera                                                                                 |
| 28 | 1932    | Bad Ems    | Georg Kieninger Alemanya / Baviera |

## Hauptturnier A
| #  | Any     | Ciutat     | Campió                                               |
| -- | ------- | ---------- | ---------------------------------------------------- |
| 1  | 1879    | Leipzig    | –                                                    |
| 2  | 1881    | Berlín     | Curt von Bardeleben Imperi Alemany / Brandenburg     |
| 3  | 1883    | Nuremberg  | Siegbert Tarrasch Imperi Alemany / Silèsia prussiana |
| 4  | 1885    | Hamburg    | Max Harmonist Imperi Alemany / Brandenburg           |
| 5  | 1887    | Frankfurt  | Johann Hermann Bauer Imperi Austrohongarès / Bohèmia |
| 6  | 1889    | Breslau    | Emanuel Lasker Imperi Alemany / Brandenburg Oriental |
| 7  | 1892    | Dresden    | Paul Lipke Imperi Alemany / Turíngia                 |
| 8  | 1893    | Kiel       | Hugo Süchting Imperi Alemany / Slesvig-Holstein      |
| 9  | 1894    | Leipzig    | Norman van Lennep Països Baixos / Holanda del Nord   |
| 10 | 1896    | Eisenach   | Wilhelm Cohn Imperi Alemany / Brandenburg            |
| 11 | 1898    | Colònia    | Ottokar Pavelka Imperi Austrohongarès / Bohèmia      |
| 12 | 1900    | Múnic      | Rudolf Swiderski Imperi Alemany / Saxònia            |
| 13 | 1902    | Hannover   | Walter John Imperi Alemany / Poland                  |
| 14 | 1904    | Coburg     | Augustin Neumann Imperi Austrohongarès / Austria     |
| 15 | 1906    | Nuremberg  | Savielly Tartakower Imperi Austrohongarès / Polònia  |
| 16 | 1908    | Düsseldorf | Friedrich Köhnlein Imperi Alemany / Baviera          |
| 17 | 1910    | Hamburg    | Gersz Rotlewi Imperi Rus / Poland                    |
| 18 | 1912    | Breslau    | Bernhard Gregory Imperi Alemany / Estònia            |
| 19 | 1914[8] | Mannheim   | B. Hallegua Imperi Otomà / Turquia                   |